# Sipalolasma greeni
Sipalolasma greeni là một loài nhện trong họ Barychelidae. Loài này phân bố ờ Sri Lanka.